# Giro del Belgio 1986
Il Giro del Belgio 1986, sessantottesima edizione della corsa e valida come evento UCI categoria CB.1, si svolse dal 12 al 17 agosto 1986, per un percorso totale di 882,5 km suddiviso in 1 prologo più 5 tappe. Fu vinto dal belga Nico Emonds che concluse il giro con il tempo totale di 23 ore, 51 minuti e 1 secondi, alla media di 37 km/h.
Al traguardo di Olen 64 ciclisti completarono il percorso.

## Tappe
| Tappa   | Data      | Percorso                      | km    | Vincitore di tappa  | Leader cl. generale |
| ------- | --------- | ----------------------------- | ----- | ------------------- | ------------------- |
| Prologo | 12 agosto | Bornem (cron. individuale)    | 5     | Ferdi Van Den Haute |                     |
| 1ª      | 13 agosto | Bornem > Oudenaarde           | 183,5 | Eddy Planckaert     |                     |
| 2ª      | 14 agosto | Oudenaarde > Genval           | 169   | Carlo Bomans        |                     |
| 3ª      | 15 agosto | Genval > Lessive              | 183   | Nico Verhoeven      |                     |
| 4ª-1ª   | 16 agosto | Rochefort > Spa               | 101   | Allan Peiper        |                     |
| 4ª-2ª   | 16 agosto | Spa > Spa (cron. individuale) | 15    | Nico Emonds         |                     |
| 5ª      | 17 agosto | Spa > Olen                    | 226   | Jozef Lieckens      | Nico Emonds         |
| Totale  | Totale    | Totale                        | 882,5 |                     |                     |

## Dettagli delle tappe

### Prologo
- 12 agosto: Bornem – Cronometro individuale – 5 km

Risultati
| Pos. | Corridore           | Squadra     | Tempo |
| ---- | ------------------- | ----------- | ----- |
| 1    | Ferdi Van Den Haute | Skala-Skil  | m'ss" |
| 2    | Alan Peiper         | Superconfex | a ss" |
| 3    | Marc Sergeant       | Lotto       | a ss" |

### 1ª tappa
- 13 agosto: Bornem > Oudenaarde – 183,5 km

Risultati
| Pos. | Corridore       | Squadra    | Tempo    |
| ---- | --------------- | ---------- | -------- |
| 1    | Eddy Planckaert | Panasonic  | 5h02'47" |
| 2    | Johan Capiot    | Roland     | a 10"    |
| 3    | Nico Verhoeven  | Skala-Skil | a 15"    |

### 2ª tappa
- 14 agosto: Oudenaarde > Genval – 169 km

Risultati
| Pos. | Corridore      | Squadra    | Tempo    |
| ---- | -------------- | ---------- | -------- |
| 1    | Carlo Bomans   | Lotto      | 4h42'48" |
| 2    | Herman Frison  | Roland     | a 10"    |
| 3    | Nico Verhoeven | Skala-Skil | a 15"    |

### 3ª tappa
- 15 agosto: Genval > Lessive – 183 km

Risultati
| Pos. | Corridore      | Squadra      | Tempo    |
| ---- | -------------- | ------------ | -------- |
| 1    | Nico Verhoeven | Skala-Skil   | 4h36'40" |
| 2    | ?              | ?            | s.t.     |
| 3    | Nico Emonds    | Kwantum Hal. | s.t.     |

### 4ª tappa-1ª semitappa
- 16 agosto: Rochefort > Spa – 101 km

Risultati
| Pos. | Corridore          | Squadra      | Tempo    |
| ---- | ------------------ | ------------ | -------- |
| 1    | Alan Peiper        | Superconfex  | 2h36'48" |
| 2    | Luc Roosen         | Kwantum Hal. | a 1'00"  |
| 3    | Gert-Jan Theunisse | Panasonic    | a 1'11"  |

### 4ª tappa-2ª semitappa
- 16 agosto: Spa > Spa – 15 km

Risultati
| Pos. | Corridore     | Squadra      | Tempo  |
| ---- | ------------- | ------------ | ------ |
| 1    | Nico Emonds   | Kwantum Hal. | 20'58" |
| 2    | Marc Sergeant | Lotto        | a 14"  |
| 3    | Alan Peiper   | Superconfex  | a 22"  |

### 5ª tappa
- 17 agosto: Spa > Olen – 226 km

Risultati
| Pos. | Corridore       | Squadra      | Tempo    |
| ---- | --------------- | ------------ | -------- |
| 1    | Jozef Lieckens  | Kwantum Hal. | 6h20'58" |
| 2    | Eddy Planckaert | Panasonic    | a 10"    |
| 3    | Johan Capiot    | Roland       | a 15"    |

## Classifiche finali

### Classifica generale
| Pos. | Corridore           | Squadra      | Tempo     |
| ---- | ------------------- | ------------ | --------- |
| 1    | Nico Emonds         | Kwantum Hal. | 23h51'01" |
| 2    | Marc Sergeant       | Lotto        | a 11"     |
| 3    | Nico Verhoeven      | Skala-Skil   | a 15"     |
| 4    | Eric Van Lancker    | Panasonic    | a 21"     |
| 5    | Carlo Bomans        | Lotto        | a 43"     |
| 6    | Daniel Wyder        | Hitachi      | a 59"     |
| 7    | Ferdi Van Den Haute | Skala-Skil   | a 1'21"   |
| 8    | Luc Roosen          | Kwantum Hal. | a 1'27"   |
| 9    | Herman Frison       | Roland       | a 1'30"   |
| 10   | Paul Haghedooren    | Lotto        | a 1'34"   |